# スリランカの中央高地
「スリランカの中央高地」は、2010年の第34回世界遺産委員会で登録されたスリランカの世界遺産である。複合遺産として推薦されたが、文化遺産としての顕著な普遍的価値は認められず、自然遺産での登録となった。1988年のシンハラジャ森林保護区以来22年ぶりの、スリランカの自然遺産となった。
この物件を構成しているのは、ピーク・ウィルダーネス保護区（Peak Wilderness Protected Area）、ホートン・プレインズ国立公園（Horton Plains National Park）、 ナックルズ保護森林（Knuckles Conservation Forest）で、それらの山岳熱帯雨林群は標高2500mに達する。
一帯は生物多様性のホットスポットで、カオムラサキラングール（亜種のTrachypithecus vetulus nestor）、アカスレンダーロリス（亜種のLoris tardigradus nycticeboides、別名アカホソロリス）、スリランカヒョウといった珍しい哺乳類および多くの固有種の淡水魚、両生類、爬虫類と特徴的な軟体動物相の生息地になっている。

## 概要
スリランカの熱帯雨林は、中央高地群とナックルズ山地の標高1000m以上の低山帯やそれに準ずる湿潤な森林に代表される。
一帯は「西ガーツ山脈・スリランカ」という生物多様性のホットスポットに属する。スリランカの顕花植物の固有種の半分と脊椎動物の固有種の51%が、このエコリージョンに結びついており、哺乳類については5種の厳正な固有種と8種の準固有種が、鳥類については5種の厳正な固有種と20種の準固有種が生息している。
この物件はピーク・ウィルダーネス保護区、ホートン・プレインズ国立公園、ナックルズ保護森林という3つの保護区を内包している。
ピーク・ウィルダーネス保護区は、1940年10月25日に設定された面積22380 haの保護区である。ホートン・プレインズ国立公園は、その東側の境界に接している国立公園で、元々は1969年12月5日に設定された自然保護区だったが、1988年3月16日に国立公園に昇格した。ナックルズ山地はその北東に位置し、その残存種や固有種の植物相・動物相は、中央山塊の山岳森林とは異なっている。なお、ピーク・ウィルダーネス保護区内にそびえるスリー・パーダ（Sri Pada、標高2238ｍ）は、山頂にある「聖なる足跡」を信仰対象とする山岳信仰の山で、仏教徒、ヒンドゥー教徒、イスラーム教徒、キリスト教徒の共通の聖地である。別名をアダムスピークといい、イスラーム教徒が足跡をアダムとすることに由来する。別名のサマナラ・カンダ（Samanala Kanda）は「蝶々の山」の意味で、乱れ飛ぶ蝶々に由来する山名である。
その一方、約200万人の巡礼者の訪問や宝石の違法な採掘、外来種の蔓延、カルダモンの栽培などは生態系に対する脅威となっている。

## 登録基準
この世界遺産は世界遺産登録基準のうち、以下の条件を満たし、登録された（以下の基準は世界遺産センター公表の登録基準からの翻訳、引用である）。
- (9) 陸上、淡水、沿岸および海洋生態系と動植物群集の進化と発達において進行しつつある重要な生態学的、生物学的プロセスを示す顕著な見本であるもの。
- (10) 生物多様性の本来的保全にとって、もっとも重要かつ意義深い自然生息地を含んでいるもの。これには科学上または保全上の観点から、すぐれて普遍的価値を持つ絶滅の恐れのある種の生息地などが含まれる。